# Osmia cornifrons
Osmia cornifrons là một loài Hymenoptera trong họ Megachilidae. Loài này được Radoszkowski mô tả khoa học năm 1887.